# Paracladopelma mikiana
Paracladopelma mikiana är en tvåvingeart som först beskrevs av Goeghebuer och Lenz 1937.  Paracladopelma mikiana ingår i släktet Paracladopelma och familjen fjädermyggor. Inga underarter finns listade i Catalogue of Life.